# Luka Basi
Luka Basi, rodnim imenom Matej Prikeržnik, (Slovenj Gradec, 8. listopada 1993.), slovenski pjevač pop glazbe.

## Životopis
Prvi singl koji je opjevao i s kojim se predstavio hrvatskoj sceni bio je duet s Jolom. Otac je dvoje djece.

## Singlovi
| Godina | Pjesma               | Duet          | Festival          |
| ------ | -------------------- | ------------- | ----------------- |
| 2016.  | Nisam ja od jučer    | Jole          | bez festivala     |
| 2017.  | Kombinacija          | nema dueta    | CMC Festival      |
| 2017.  | Solo                 | Lidija Bačić  | CMC Festival      |
| 2017.  | Moja                 | Ljubavnici    | bez festivala     |
| 2018.  | Seko moja            | nema dueta    | bez festivala     |
| 2018.  | Upalimo ljubav       | Lana Jurčević | CMC Festival      |
| 2018.  | Istrijanko Ružo Moja | nema dueta    | bez festivala     |
| 2019.  | Sedam noći           | nema dueta    | bez festivala     |
| 2019.  | Ružo bila            | Marko Škugor  | CMC Festival      |
| 2019.  | Kad vidin Boga uživo | nema dueta    | Splitski festival |